# چانگ یه نا
چانگ یه نا (کره‌ای: 장예나؛ زادهٔ ۱۳ دسامبر ۱۹۸۹) بدمینتون‌باز اهل کره جنوبی است.